# Škoda 2Tr
Škoda 2Tr - чехословацький тролейбус, що виготовлявся наприкінці 1930-х років XX ст., наступник Škoda 1Tr. Після проведення ходових випробувань Škoda 1Tr в Празі, було прийнято рішення про подальший розвиток тролейбусного руху. У 1938 році на заводі виготовили п'ять модернізованих роговозів.

## Конструкція
Механічна частина була виготовлена на заводі у Млада-Болеславі, а електрообладнання на заводі у Плзені. Роговоз був тривісний із заднім ведучим мостом. Модель Škoda 2Tr була сконструйована таким чином, щоб зменшити рівень підлоги в салоні. Крім того, машину обладнали двома двигунами, які приводилися в рух задніми півмилі. Головним же достоїнством нової моделі став автономний хід від акумуляторних батарей.